# Phobocampe aestiva
Phobocampe aestiva là một loài tò vò trong họ Ichneumonidae.